# Renauldia hildebrandtielloides
Renauldia hildebrandtielloides là một loài Rêu trong họ Pterobryaceae. Loài này được Müll. Hal. miêu tả khoa học đầu tiên năm 1891.